# Kościół św. Wawrzyńca w Gnieźnie
Kościół św. Wawrzyńca – rzymskokatolicki kościół parafialny mieszczący się przy ulicy św. Wawrzyńca 8 w Gnieźnie, należący do dekanatu gnieźnieńskiego I w archidiecezji gnieźnieńskiej.

## Historia kościoła
Kościół św. Wawrzyńca jest jednym z najstarszych kościołów w Gnieźnie. W dokumencie z 1255 roku, wydanym przez Bolesława Pobożnego, mowa jest o drewnianym kościele parafialnym. Kiedy w XVI wieku, kościół spłonął, w jego miejsce została wybudowana nowa świątynia. Bardzo poważną renowację kościół przeszedł w 1817 roku. W 1896 roku, gdy proboszczem był ksiądz Ferdynand Stefański, świątynia została rozbudowana. Dobudowano wówczas m.in. boczne nawy, południową wieżę, kruchtę, chór muzyczny powiększono i wstawiono balustradę. Rozbudowa trwała do 1917 roku. Po jej zakończeniu, gdy proboszczem był ksiądz Mieczysław Bielawski, kościół został konsekrowany przez księdza biskupa Wilhelma Kloske. Kolejna rozbudowa miała miejsce w latach 1935-1936 według projektu architekta Lucjana Michałowskiego z Poznania. W czasie II wojny światowej kościół służył jako magazyn, natomiast po jej zakończeniu powrócił w ręce katolików i służy jako parafialny obiekt sakralny.

## Architektura i wnętrze kościoła
Jest to budowla trójnawowa, wybudowana na planie prostokąta. Posiada 4 wejścia, 2 wieże i pokryty jest dachówką. Wieża od strony północnej, wybudowana w XVI wieku, jest czworoboczna, nakryta gotyckim dachem w kształcie piramidy. Dwie boczne kaplice tworzą kształt krzyża łacińskiego. W narożniku jednej z kaplic umieszczono figurę św. Wawrzyńca. Okna i wnęki okienne są półkoliste lub o niskim ostrołukowym zakończeniu. Wnętrze świątyni uzupełniają:
- obraz św. Wawrzyńca z widokiem Gniezna z końca XVIII wieku,
- powojenna polichromia Wacława Taranczewskiego z 1947 roku,
- marmurowy ołtarz główny,
- cynkowe tabernakulum,
- granitowa posadzka,
- okna ozdobione nowoczesnymi witrażami.

W 1948 roku, w czasie gdy proboszczem był ksiądz Mieczysław Bogacz, kościół został otynkowany.